# Danuria angusticollis
Danuria angusticollis es una especie de mantis de la familia Mantidae.

## Distribución geográfica
Se encuentra en Somalia y Tanzania.